# Дроун метъл
Дроун метъл (познат още като дроун дуум и пауър ембиънт) е подстил на хевиметъл музиката, който среща бавното темпо и тежестта на дуум метъла с продължителното звучене на дроун музиката. Дроун метъла понякога е свързван с авангардния метъл и пост-метъла.

## История

### Влияние
В дроун метъла се смесват различни стилове музика. В частност музика в стиловете на Black Sabbath, Deep Purple, Celtic Frost, Flower Travellin' Band, The Melvins и Slayer.

### 90-те
Основите на подстила са заложени от формираната през 1990 г. група Earth от Сиатъл. Отначало се определяли като „минимален пост-гръндж“. Earth били вдъхновени от слъдж метъл групата Melvins. Пет години по-късно новосъздадената Burning Witch продължава това направление със своите необичайни вокали и шум в своята музиката. Въпреки това Earth в най-голяма степен повлиява за образуването на дроун метъла.

### 2000-те
Nadja (Торонто, Канада), Jesu (Абергел, Великобритания), Black Boned Angel (Уелингтън, Нова Зеландия), Khanate (Ню Йорк, САЩ), Growing (Ню Йорк), KTL (Вашингтон/Лондон), Teeth of Lions Rule the Divine (Нотингам, Англия) и Moss (Саутхемптън, Англия) са най-видните представители на дроун метъла през 21 век.
|  | Тази страница частично или изцяло представлява превод на страницата „Дроун-метал“ в Уикипедия на руски. Оригиналният текст, както и този превод, са защитени от Лиценза „Криейтив Комънс – Признание – Споделяне на споделеното“, а за съдържание, създадено преди юни 2009 година – от Лиценза за свободна документация на ГНУ. Прегледайте историята на редакциите на оригиналната страница, както и на преводната страница, за да видите списъка на съавторите. ВАЖНО: Този шаблон се отнася единствено до авторските права върху съдържанието на статията. Добавянето му не отменя изискването да се посочват конкретни източници на твърденията, които да бъдат благонадеждни. |